# Peter Šťastný

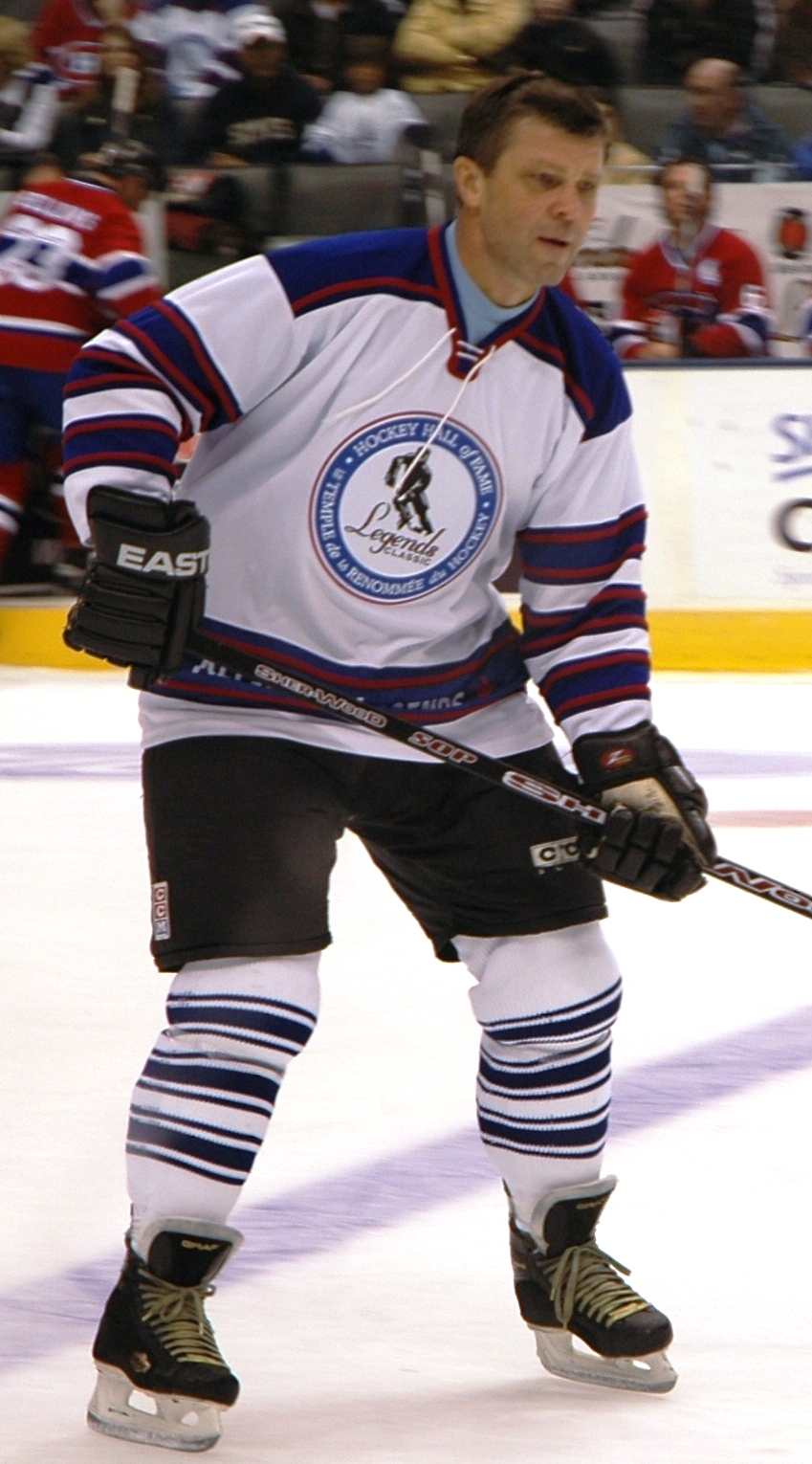
Peter Šťastný podczas meczu gwiazd (2008)

Peter Šťastný (ur. 18 września 1956 w Bratysławie) – słowacki hokeista, reprezentant Czechosłowacji, Kanady i Słowacji, dwukrotny olimpijczyk, deputowany do Parlamentu Europejskiego dwóch kadencji.

## Życiorys

### Kariera sportowa
W trakcie swojej kariery występował w następujących klubach:
- Slovan Bratysława (1973–1980),
- Quebec Nordiques (1980–1989),
- New Jersey Devils (1989–1993),
- Slovan Bratysława (1993),
- St. Louis Blues (1993–1995).

Jest wychowankiem Slovana Bratysława. W tym klubie, a następnie w Quebec Nordiques i reprezentacji Czechosłowacji (m.in. podczas Igrzysk Olimpijskich w Lake Placid 1980) grał razem z braćmi: starszym Marianem (ur. 1953) oraz młodszym Antonem (ur. 1959). W historii NHL byli drugim takim tercetem (po braciach Plager z St. Louis Blues). W 1980 Peter i Anton uciekli z Czechosłowacji do Kanady celem gry w klubie NHL z Quebecu, a rok później dołączył do nich Marian.
Peter Šťastný w czasie kariery występował w trzech różnych reprezentacjach. Uczestniczył w turniejach Canada Cup 1976 (Czechosłowacja), 1984 (Kanada), mistrzostw świata w 1976, 1977, 1978, 1979 (Czechosłowacja) i w 1995 (Słowacja) oraz na zimowych igrzyskach olimpijskich 1980 (Czechosłowacja), 1994 (Słowacja; jako kapitan reprezentacji oraz chorąży ekipy narodowej).

### Działalność zawodowa i polityczna
Ukończył studia na wydziale handlu Uniwersytetu Ekonomicznego w Bratysławie. Po zakończeniu kariery sportowej był specjalnym konsultantem swojego ostatniego klubu St. Louis Blues w latach 1995–2002. Następnie został głównym menedżerem narodowej reprezentacji Słowacji w hokeju na lodzie.
W 2004 uzyskał mandat posła do Parlamentu Europejskiego z listy Słowackiej Unii Chrześcijańskiej i Demokratycznej – Partii Demokratycznej. Pięć lat później skutecznie ubiegał się o reelekcję z ramienia tego samego ugrupowania. W VII kadencji został członkiem prezydium grupy Europejskiej Partii Ludowej, wszedł też w skład Komisji Handlu Międzynarodowego oraz Podkomisji Bezpieczeństwa i Obrony. W 2011 publicznie zaapelował do władz IIHF o odebranie Białorusi praw do organizacji mistrzostw świata w hokeju na lodzie w 2014 z powodu łamania praw człowieka przez reżim Alaksandra Łukaszenki.

## Osiągnięcia
Reprezentacyjne
- Srebrny medal Canada Cup: 1976 z Czechosłowacją
- Złoty medal mistrzostw świata: 1976, 1977 z Czechosłowacją
- Srebrny medal mistrzostw świata: 1978, 1979 z Czechosłowacją
- Złoty medal Canada Cup: 1984 z Kanadą

Klubowe
- Złoty medal mistrzostw Czechosłowacji: 1979 ze Slovanem Bratysława
- Puchar Spenglera: 1973, 1974 ze Slovanem Bratysława
- Puchar Tatrzański: 1974, 1975 ze Slovanem Bratysława
- Mistrz dywizji NHL: 1986 z Quebec Nordiques

Indywidualne
- Skład gwiazd ligi czechosłowackiej: 1979, 1980
- Calder Memorial Trophy: 1981
- Występ w NHL All-Star Game (6 razy): 1981, 1982, 1983, 1984, 1986, 1988
- Hokej na lodzie na Zimowych Igrzyskach Olimpijskich 1994:
  - Skład gwiazd turnieju
- Mistrzostwa świata Grupy B w 1995:
  - Pierwsze miejsce w klasyfikacji kanadyjskiej turnieju: 16 punktów
  - Najlepszy zawodnik reprezentacji na turnieju
  - Najlepszy napastnik turnieju
  - Skład gwiazd turnieju

Wyróżnienia
- Złoty Kij: 1980
- Złoty Krążek: 1995
- Hockey Hall of Fame: 1998
- Galeria Sławy IIHF: 2000
- Galeria Sławy słowackiego hokeja na lodzie: 2002 (zrezygnował 6 kwietnia 2009)
- Galeria Sławy czeskiego hokeja na lodzie: 2010

## Życie prywatne
Żonaty z Dariną, ma dwie córki i dwóch synów. Jego synowie: Yan (ur. 1982) i Paul (ur. 1985) także zostali hokeistami. Obaj synowie mają obywatelstwo amerykańskie, Paul został reprezentantem USA, występując z numerem 26 na koszulce, z którym w przeszłości grał jego ojciec.

## Odznaczenia
- Order Ľudovíta Štúra I klasy – 2003[5]
- Krzyż Prezydenta Republiki Słowackiej I klasy – 2002[6]
- Medal Prezydenta Republiki Słowackiej – 2003[7]